# Henry Bashford
Pour les articles homonymes, voir Bashford.
Sir Henry Howarth Bashford (1880 – 21 août 1961) est un médecin britannique réputé avant de devenir un médecin de George VI. Il est particulièrement connu pour être l'auteur d'un roman satirique Augustus Carp, Esq., By Himself: Being the Autobiography of a Really Good Man, qui est publié anonymement en 1924. C'est le romancier Anthony Burgess, grand amateur de ce roman, qui révèle son identité. Il écrit aussi un peu de poésie. Il publie sous le pseudonyme de Peter Harding.

## Œuvres
- 1903 : Tommy Wideawake ;

- 1904 : The Manitoban: A Romance ;

- 1909 : The Pilgims' March ;

- 1911 : The corner of Harley Street: being some familiar correspondence of Peter Harding, M.D. ;

- 1917 : Pity the poor blind ;

- 1919 : Sons Of Admiralty: A Short History Of The Naval War 1914-1918 with Archibald Hurd ;

- 1920 : The Heroic Record of the British Navy with A. Hurd ;

- 1921 : Vagabonds In Perigord ;

- 1922 : Half-Past Bedtime  ;

- 1924 : Augustus Carp, Esq., By Himself: Being the Autobiography of a Really Good Man ;

- 1925 : The Happy Ghost and Other Stories ;

- 1927 : Behind The Fog ;
- 1929 : The Harley Street Calendar ;

- 1931 : The Student Life And Other Essays (Intro to work by William Ostler) ;

- 1938 : The Man On Ben Na Garve [Short story in The Second Century Of Detective Stories Ed EC Bentley] ;

- 1940 : Doctors In Shirt Sleeves (Ed?) ;

- 1946 : Fisherman's Progress ;

- 1953 : Wiltshire Harvest (1953) ;

- 1977 ? : Easton Royal: A Short History ;

- ? : Lodgings For Twelve ;

- ? The Plain Girl's Tale ;

- ? : Songs Out of School (?).